# Лора (лагерь)
Лагерь Лора (хорв. Vojno istražni centar Lora, серб. Логор Лора) — лагерь для военнопленных и гражданских лиц, созданный хорватской военной полицией в январе 1992 года и проработавший до 1997 года.
Лагерь Лора был создан 4 января 1992 года на территории военных объектов Югославской народной армии в Сплите, которые после вывода оттуда югославских частей были заняты военной полицией хорватской армии. В нём размещали военнопленных солдат ЮНА и армии Сербской Краины, а также гражданских сербов. После начала войны в Боснии и Герцеговине весной 1992 года среди его заключённых оказалось также некоторое количество боснийских мусульман.
Всего за время работы лагеря в нём было размещено по разным оценкам от 1005 до 1500 человек. Согласно воспоминаниям заключённых, они подвергались ежедневным издевательствам, избиениям и пыткам. 
По данным общества «Ядовно», о происходящем в Лоре знало и высшее хорватское руководство. При этом, оно старалось ограничить посещение лагеря представителями Красного Креста. За время работы лагеря в нём умерло или было убито до 70 человек. 
Спустя несколько лет после закрытия лагеря хорватское правосудие возбудило несколько уголовных дел за военные преступления, совершённые в Лоре против содержащихся там лиц. 2 марта 2006 года комендант лагеря Томислав Дуич и несколько его подчинённых были осуждены на сроки от 6 до 8 лет заключения. Некоторые из них, в том числе и Дуич, длительное время скрывались от правосудия. В 2009 году ещё несколько бывших военнослужащих военной полиции были обвинены в военных преступлениях в Лоре. 
Несколько узников Лоры в 2010 году от хорватского правительства получили денежные компенсации за перенесённые в лагере пытки.